# Arne Duncan

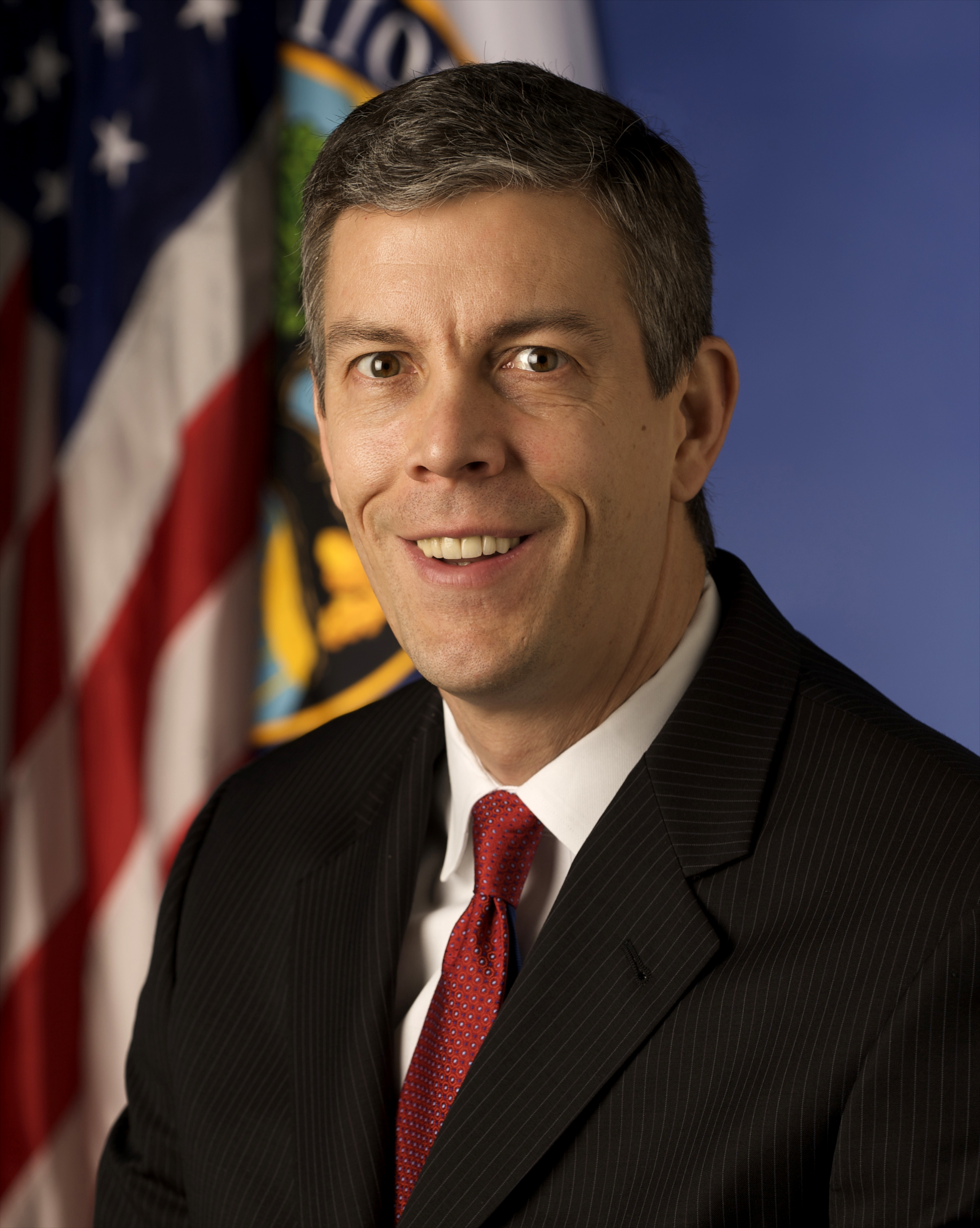
Arne Duncan (2009)

Arne Duncan (* 6. November 1964 in Chicago) ist ein US-amerikanischer Politiker (Demokraten). Er war vom 20. Januar 2009 bis zum 1. Januar 2016 der Minister für Bildung, Erziehung und Wissenschaft der Vereinigten Staaten.

## Leben
Arne Duncan wurde 1964 als Sohn des Professors für Psychologie an der University of Chicago, Starkey Duncan und dessen Frau Susan geboren. Er studierte in Harvard Soziologie und schloss das Studium 1987 mit einer Arbeit über The values, aspirations and opportunities of the urban underclass magna cum laude ab.
Von 1987 bis 1991 spielte Duncan in der National Basketball League für die South East Melbourne Magics in Australien.
1992 wurde Duncan Direktor der Ariel Education Initiative, ein Programm zur Bildungsförderung von Kindern in South Side, Chicago. Ab 1998 arbeitete Duncan für die Chicago Public Schools, ein Jahr später wurde Duncan zum stellvertretenden Stabschef befördert. 2001 wurde er von Richard M. Daley zum Chief Executive Officer der Chicago Public Schools ernannt. Am 16. Dezember 2008 kündigte der zu dieser Zeit designierte Präsident Barack Obama an, dass er Duncan als neuen Bildungsminister wählen werde.
Im Oktober 2015 gab er bekannt, zum Ende desselben Jahres zurückzutreten. Sein Nachfolger wurde John King.
Seine Frau Karen ist Australierin. Das Paar hat zwei Kinder.